# Episodi di Banshee - La città del male (prima stagione)
La prima stagione della serie televisiva Banshee - La città del male (Banshee), composta da 10 episodi, è stata trasmessa sul canale statunitense Cinemax dall'11 gennaio al 15 marzo 2013.
In Italia, la stagione è andata in onda in prima visione sul canale satellitare Sky Atlantic dal 10 aprile al 13 giugno 2014.
Al termine di questa stagione esce dal cast principale Daniel Ross Owens.
| nº | Titolo originale                  | Titolo italiano        | Prima TV USA     | Prima TV Italia |
| -- | --------------------------------- | ---------------------- | ---------------- | --------------- |
| 1  | Pilot                             | Il nuovo sceriffo      | 11 gennaio 2013  | 10 aprile 2014  |
| 2  | The Rave                          | Un rave mortale        | 18 gennaio 2013  | 18 aprile 2014  |
| 3  | Meet the New Boss                 | L'incontro di boxe     | 25 gennaio 2013  | 25 aprile 2014  |
| 4  | Half Deaf Is Better Than All Dead | Nuovi complici         | 1º febbraio 2013 | 2 maggio 2014   |
| 5  | The Kindred                       | Fratellanza            | 8 febbraio 2013  | 9 maggio 2014   |
| 6  | Wicks                             | Una vecchia conoscenza | 15 febbraio 2013 | 16 maggio 2014  |
| 7  | Behold a Pale Rider               | L'apocalisse           | 22 febbraio 2013 | 23 maggio 2014  |
| 8  | We Shall Live Forever             | L'appartenenza         | 1º marzo 2013    | 30 maggio 2014  |
| 9  | Always the Cowboy                 | Verità a galla         | 8 marzo 2013     | 6 giugno 2014   |
| 10 | A Mixture of Madness              | L'ultima carta         | 15 marzo 2013    | 13 giugno 2014  |

## Il nuovo sceriffo
- Titolo originale: Pilot
- Diretto da: Greg Yaitanes
- Scritto da: Jonathan Tropper e David Schickler

### Trama
Un detenuto esce dal carcere e raggiunge la città di Banshee (PA), dove abita Ana, la donna che aveva rubato assieme a lui una refurtiva in diamanti al famoso boss Mr. Rabbit. Arrivato in città si reca in un bar dove è appena giunto il nuovo sceriffo di Banshee, Lucas Hood. Alcuni uomini dell'uomo più potente della città, Kai Proctor, entrano nel locale e minacciano lo sceriffo. Alla fine i due uomini e Hood muoiono e l'ex detenuto decide di nascondere i corpi con il barista Sugar Bates. Trovata Ana, l'uomo scopre che la donna si è sposata, che ha avuto due figli e che ha perso i diamanti. Distrutto dalle notizie l'uomo decide, mentre sotterra i corpi dei defunti assieme al barista, di appropriarsi del distintivo e dell'identità dello sceriffo Hood, che nessuno sapeva fosse già arrivato in città. Per falsificare i documenti l'uomo chiede aiuto ad un parrucchiere omosessuale molto capace di nome Job. Alcuni uomini di Mr. Rabbit scoprono che Job sta aiutando l'uomo che ha derubato il loro padrone e lo minacciano. Job, però, riesce a scappare illeso. Il nuovo Lucas Hood accetta quindi l'incarico di sceriffo. Lucas e l'agente Brock fanno un giro della città e vedono alcuni dipendenti del macello di Proctor importunare alcuni lavoratori Amish. Hood interviene per difenderli, ma poco dopo arriva Proctor. L'imprenditore si accerta che suo padre, uno degli Amish, stia bene e se la prende con i suoi dipendenti, soprattutto con Cole Moody, che viene picchiato dallo stesso Proctor. Dopo il giuramento di sceriffo, vi è una festa a casa di Kai, dove Ana scopre che Lucas è diventato sceriffo. Cole Moody vuole vendicarsi e uccidere il suo capo, ma l'uomo viene fermato da Lucas che spara all'attentatore. Intanto Mr. Rabbit è pronto per la vendetta.
- Guest star: Matthew Rauch (Clay Burton), Christos Vasilopoulos (Olek), Russel Means (Benjamin Longshadow), Anthony Ruivivar (Alex Longshadow).
- Altri interpreti: Griff Furst (Sceriffo Lucas Hood), Bryan Friday (Randall), Michael Papajohn (Munson), John Cienatiempo (Buzzcut), Quentin Kerr (Elvis), J.D. Evermore (Cole Moody), Jesse James Locorriere (Dex Moody), Marcus Hester (Marcus Moody), Michael Tourek (Tom Moody), Alpha Trivette (Israel Proctor), Stephen Ware (Giudice), Robert Treveiler (Jackson Sperling), Hunter Garner (Reed Schumacher), Chelsea Cardwell (Beaty), Deja Dee (Alma), Stevie Ray Dallimore (Gregor), Joseph Meissner (Mikhail), Steve Coulter (Elijah Bowman), Gabriel Suttle (Max Hopewell), Stephanie Northrup (Meg Yawners), Matthew Stanton (Tweaker), Wendy McQuiston (Barista sexy), Tom McCleister (Pawn Shop Owner), Ingrid Alli (Puttana nuda), Robert Streigler (Chitarrista degli Straight 8), Daniel Mebane (Bassista degli Straight 8), Mark Murphy (Batterista degli Straight 8).
- Ascolti USA: telespettatori 483 000[2]

## Un rave mortale
- Titolo originale: The Rave
- Diretto da: S.J. Clarkson
- Scritto da: Jonathan Tropper e David Schickler

### Trama
Lucas è ossessionato dai ricordi della notte in cui è stato arrestato, quando ha condotto Ana (l'attuale Carrie Hopewell) lontano dalla polizia in modo che potesse fuggire con i diamanti che i due avevano rubato a Mr. Rabbit. Hood affronta Carrie e le dice che prova ancora dei sentimenti, ma la donna è riluttante a ricambiare, soprattutto perché ha delle responsabilità verso suo marito Gordon e i suoi figli Deva e Max. Nel frattempo, Kai Proctor cerca di guadagnare la fedeltà di Lucas, avvertendolo che una banda locale, i fratelli Moody, è molto pericolosa. Deva salta la scuola con il fidanzato Reed Schumacher, che la porta in un covo di droga gestito da un rivenditore locale, Hanson. L'uomo invita i due ragazzi ad un rave che si terrà la sera stessa in un fienile. Dopo una discussione con i fratelli Moody nel bar di Sugar Bates, Lucas incontra Rebecca Bowman, una ragazza Amish devota di giorno, ma un ribelle di notte e i due hanno un rapporto sessuale, per poi scoprire che la giovane ragazza è in realtà la nipote di Proctor. Intanto al rave, Hanson sta facendo affari vendendo della droga a tutti gli invitati, compresi Reed e Deva. Quando il padre di Rebecca, però, viene a scoprire dell'esistenza della festa, informa subito lo sceriffo Hood che, assieme ai suoi colleghi, irrompe nel fienile per fermare lo spaccio e la festa stessa. Per Reed Schumacher, però, è già troppo tardi: il ragazzo muore di overdose. Il dipartimento arresta quasi tutti gli spacciatori, tranne Hanson, che però viene segretamente fatto fuori da Proctor. Deva è distrutta per la morte di Reed e viene accompagnata a casa da Lucas.
- Guest star: Matthew Rauch (Clay Burton), Kristopher Kling (Arno Webber), Kay Story (Kat Moody), Toby Leonard Moore (Hanson).
- Altri interpreti: Marcus Hester (Marcus Moody), Jesse James Locorriere (Dex Moody), Michael Tourek (Tom Moody), Hunter Garner (Reed Schumacher), Steve Coulter (Elijah Bowman), Gunnar Carrigan (Solomon Bowman), Melissa Ponzio (Jocelyn Frears), Chelsea Cardwell (Beaty), Gabriel Suttle (Max Hopewell), Deja Dee (Alma), Marc Scarboro (Uomo con gli occhiali), Nelson Bonilla (Mean Thug), Troy Rudeseal (Soccorritore), Tara Polhemus (Teen Jersey Girl), Phil Culotta (Aggressore).

## L'incontro di boxe
- Titolo originale: Meet the New Boss
- Diretto da: Ole Christian Madsen
- Scritto da: Jonathan Tropper e David Schickler

### Trama
Proctor decide di creare un casinò a Banshee, con la collaborazione di Benjamin Langshadow, per inaugurarlo organizzano un incontro che vedrà come protagonista un ex combattente di arti marziali miste, Mr. Sanchez. Sanchez stupra una cameriera che finisce in ospedale, Lucas si occupa del caso e alla serata di beneficenza del casinò ingaggia un combattimento contro Sanchez, dopo una dura lotta lo sconfigge davanti a tutti umiliandolo. Il progetto del casinò fallisce e con esso la reputazione di Sanchez, mentre il manager di quest'ultimo viene ucciso dall'assistente di Proctor. Purtroppo il combattimento tra Lucas e Sanchez è stato registrato e mandato in rete.
- Guest star: Matthew Rauch (Clay Burton), Christos Vasilopoulos (Olek), Cedric Stewart (Damien Sanchez), Joseph Gatt (Albino), Russel Means (Benjamin Longshadow), Anthony Ruivivar (Alex Longshadow).
- Altri interpreti: Leslea Fisher (Chloe), Mike Pniewski (Douglas Dern), Wayne Pere (Senatore Robert Schumacher), Susan Williams (Signora Schumacher), Claire Bronson (Janie Kendall), Rita Glynn (Solista), Deja Dee (Alma), Stevie Ray Dallimore (Gregor), Joseph Meissner (Mikhail), Brian Stapf (Terzo giocatore di scacchi), Gabriel Suttle (Max Hopewell), Kevin L. Johnson (Parcheggiatore), Erin Estelle McQuatters (Giovane donna nuda), Shane Partlow (Pianista), Michael Mukatis (Guardia del corpo), Bob Boudreaux (Presentatore), Tom Werme (Giornalista), William Harrison (Ragazzo Amish).
- Ascolti USA: telespettatori 405 000[3]

## Nuovi complici
- Titolo originale: Half Deaf Is Better Than All Dead
- Diretto da: Greg Yaitanes
- Scritto da: Jonathan Tropper e David Schickler

### Trama
Ritornando alle vecchie abitudini, Lucas entra in un museo nel tentativo di rubare un'opera, ma viene intrappolato dal sistema di sicurezza. Fortunatamente Job entra nel sistema informatico e lo libera, mentre Carrie lo aiuta a scappare dalla polizia. Sugar dice a Lucas che vuole entrare nel suo giro, intanto la vedova di Moody, Kat, avverte Lucas che i suoi cognati vogliono prenderlo di mira per vendicare il fratello. Lucas scopre che Hanson è stato ucciso da Proctor e trovano un testimone oculare, motivo per cui il procuratore ha un pretesto per mandare Proctor in prigione. Lucas arresta Proctor, ma durante il viaggio al dipartimento, vengono aggrediti dai fratelli Moody, Lucas ingaggia una lotta con loro arrivando a mozzare un orecchio a Marcus, ma alla fine li convince ad andarsene promettendo di dimenticare quanto accaduto. Lucas e Kat finiscono a letto insieme, inoltre l'uomo ha una visita inaspettata, ovvero Job, che ha deciso di trasferirsi a Banshee. Il testimone che doveva inchiodare Proctor viene ucciso da uno dei suoi uomini, pertanto il malavitoso la passa liscia nuovamente.
- Guest star: Matthew Rauch (Clay Burton), Kristopher Kling (Arno Webber), Kay Story (Kat Moody), Marcus Hester (Marcus Moody), Jesse James Locorriere (Dex Moody), Michael Tourek (Tom Moody).
- Altri interpreti: Wayne Pere (Senatore Robert Schumacher), Robert Treveiler (Jackson Sperling), Alpha Trivette (Israel Proctor), Deja Dee (Alma), Stephen Ware (Giudice), Chris Walters (Omofobo), Rodney Rogers (Poliziotto), Richard Cravens (Ariano), Gina Stewart (Cameriera).
- Ascolti USA: telespettatori 448 000[4]

## Fratellanza
- Titolo originale: The Kindred
- Diretto da: SJ Clarkson
- Scritto da: Jonathan Tropper e David Schickler

### Trama
Proctor esce di prigione su cauzione, ma ci sono ancora delle prove compromettenti a suo carico sull'omicidio di Hanson, quindi per evitare problemi Alex e Benjamin Longshadow lo tagliano fuori dal progetto del casinò. Intanto un agente dell'FBI, Dean Xavier, collabora con l'ufficio dello sceriffo per far arrestare Proctor. A Banshee si celebra il festival cittadino, ma una banda di motociclisti semina ovunque terrore, uno di loro cerca di violentare Carrie, ma l'agente di polizia Siobhan interviene per difenderla, il motociclista le punta contro una pistola ma Carrie toglie il caricatore dall'arma, infine Siobhan lo uccide sparandogli. Siobhan è molto tesa perché parlando con Lucas confessa che è stata la prima volta da quando è diventata un poliziotto che ha ucciso qualcuno, inoltre la ragazza non può fare a meno di chiedersi come una "donna normale" come Carrie abbia fatto a togliere il caricatore dalla pistola di quel criminale così facilmente. Lucas e Rebecca finiscono nuovamente a letto insieme e la ragazza ammette che è incerta sul fatto di rimanere una ragazza Amish per sempre. I motociclisti decidono di vendicare il loro compare bruciando la casa di Siobhan, a quel punto Lucas decide di fargliela pagare e riceve un aiuto inaspettato da Proctor che rivela a Lucas il nascondiglio di quei criminali, ma a patto che lui faccia sparire ogni prova a suo carico sull'omicidio di Hanson. Lucas affronta da solo i motociclisti e dopo averli messi fuori combattimento, uccide il loro capo. Lucas rinchiude i motociclisti in un furgone che Job porterà a Cleveland dato che lì sono ricercati. L'agente Xavier si arrabbia quando scopre che le prove su Proctor sono sparite, infatti Lucas come da accordo le ha fatte sparire entrando nel deposito delle prove con un tesserino falso creatogli da Job, alla fine Xavier decide di stabilirsi a Banshee capendo che in quella città ci sono troppi misteri da risolvere. L'episodio si conclude con la città che finalmente può godersi il suo festival.
- Guest star: Matthew Rauch (Clay Burton), Kay Story (Kat Moody), Russel Means (Benjamin Longshadow), Anthony Ruivivar (Alex Longshadow), Leo Fitzpatrick (McTeague), Derek Cecil (Dean Xavier).
- Altri interpreti: Sam Medina (Tally), Joseph Bucaro III (Biggs), Dennis Keiffer (Borso), Christopher Parker (Jelly), Chad Randall (Nick), Gregory Sproles (Schroder), Kelly Collins Lintz (Marjorie Klipspringer), Steve Coultier (Elijah Bowman), Alpha Trivette (Israel Proctor), Samantha Worthen (Miriam Bowman), Chelsea Cardwell (Beaty), Gabriel Suttle (Max Hopewell), Vince Pisani (Agente Stillman), Richard Fullerton (Cittadino), Jim McKeny (Cittadino).
- Ascolti USA: telespettatori 445 000[5]

## Una vecchia conoscenza
- Titolo originale: Wicks
- Diretto da: Ole Christian Madsen
- Scritto da: Jonathan Tropper e David Schickler

### Trama
In città arriva un uomo di nome Leonard Van der Wick, soprannominato Wicks, quest'ultimo riconosce Lucas dato che erano compagni di prigione, l'uomo viene arrestato per taccheggio e dunque Lucas usa la sua autorità di sceriffo per tirarlo fuori per evitare che Wicks racconti a tutti il suo segreto, poi gli dà dei soldi e lo incoraggia a non mettersi più nei guiai. Intanto Proctor, che ha convinto Benjamin Longshadow a reintegrarlo nel progetto del casinò, vuole comprare il terreno del reverendo ma lui non vuole cederglielo, pertanto Proctor decide di umiliarlo facendogli vedere delle foto di lui e sua moglie, mentre copulavano, prima che lei sposasse il marito, minacciando di ridicolizzarlo facendole vedere a tutti, motivo per cui il reverendo si vede costretto a stare all'accordo. Wicks si mette nei guai nel casinò di Alex Longshadow, e Lucas suo malgrado si vede costretto a toglierlo nuovamente dai guai. Il figlio di Carrie e Gordon, il piccolo Max, sta sempre peggio e la soluzione è un'operazione chirurgica molto rischiosa, un trapianto di polmoni; Carrie è sempre più tesa sapendo che finché Lucas farà parte della sua vita, Rabbit potrebbe venire a cercarla in ogni momento mettendo in pericolo sia lei che la sua famiglia, quindi decide di telefonare a Rabbit dicendogli che è disposta a offrirgli Lucas su un piatto d'argento. Con il ritorno di Wicks, a Lucas tornano in mente alcuni ricordi del passato, infatti quando era in carcere Rabbit aveva assoldato un pericoloso detenuto, Albino, per rendergli la vita un inferno pensando erroneamente che Lucas sapesse dove si trovasse Carrie, ma Lucas alla fine uccide Albino di fronte a tutti gli altri detenuti guadagnandosi il rispetto di tutti. Wicks vuole continuare a usare Lucas per i suoi interessi, Sugar fa capire a Lucas che certe persone come Wicks sono una continua fonte di guai, dunque per evitare altri problemi, Lucas e Sugar uccidono Wicks.
- Guest star: Matthew Rauch (Clay Burton), Christos Vasilopoulos (Olek), Russel Means (Benjamin Longshadow), Anthony Ruivivar (Alex Longshadow), Joseph Gatt (Albino), Michael Kostroff (Wicks), Kay Story (Kat Moody), Harrison Thomas (Jason Hood)[6], Doug Kruse (Nathan), Kevin Gage (Lance).
- Altri interpreti: William Haze (Arthur Ramsey), Moniqua Plante (Deborah Ramsey), Michael Roark (Billy B), CJ Perry (Crystal), Melissa Ponzio (Jocelyn Frears), Brian Robinson (Dottor Andrew Paltz), Sheena Zadeh (Cameriera carina), Gabriel Suttle (Max Hopewell), Matthew Lintz (Horace), Shontelle Thrash (Autista dell'autobus), Costantine Varazo (Guardia), Brian Stretch (Guardia marine fuori servizio).
- Ascolti USA: telespettatori 465 000[7]

## L'apocalisse
- Titolo originale: Behold a Pale Rider
- Diretto da: Dean White
- Scritto da: David Schickler

### Trama
Lucas, Job e Sugar, progettano di rapinare il casinò dei Langshadow, intanto Carrie telefona a Lucas dicendogli che ha trovato un ricettatore per i diamanti, ma Job consiglia all'amico di non fidarsi della donna. L'agente di polizia Yawners entra in una farmacia per comprare un test di gravidanza, ma due rapinatori uccidono il cassiere, e fuggendo fanno irruzione nella scuola, prendendo in ostaggio Deva e altri studenti, e pure la loro insegnante, nonché moglie del sindaco. I presupposti di Job si rivelano fondati dato che Carrie narcotizza Lucas ammanettandolo al letto di un motel, confessando che Rabbit verrà a prenderlo. Intanto la situazione con gli ostaggi si complica e dunque l'agente Xavier decide di prendere in mano la cosa. Rabbit giunge al motel ma con grande rabbia vede che Lucas è scappato, infatti Job era arrivato qualche istante prima per liberare l'amico. Tornando a Banshee, Lucas prende in mano la situazione riguardo agli ostaggi e, nonostante l'agente Xavier si opponga, Lucas entra nella scuola e uccide i due criminali. L'impresa di Lucas viene ripresa da un telegiornale, che Rabbit vede in televisione. La moglie di Yawners dà al marito una bella notizia, ovvero che è incinta. Lucas torna a casa e ad aspettarlo c'è Carrie, pentitasi di averlo tradito, e nonostante l'iniziale ostilità di Lucas, i due finiscono a letto insieme. Dopo aver visto al telegiornale, che Lucas si trova a Banshee, Rabbit manda uno dei suoi sicari in città per ucciderlo.
- Guest star: Matthew Rauch (Clay Burton), Christos Vasilopoulos (Olek), Doug Kruse (Nathan), Kevin Gage (Lance), Derek Cecil (Dean Xavier).
- Altri interpreti: Claire Bronson (Janie Kendall), Sheena Zadeh (Daria), Stephanie Northrup (Meg Yawners), Chelsea Cardwell (Beaty), Joseph Meissner (Mikhail), Stevie Ray Dallimore (Gregor), Steve Coulter (Elijah Bowman), Kelley Davis (Mamma di Beaty), Michael Dennis Hill (Inviato), Kellie Patterson Smith (Inviata), Laura Bella (Ragazza carina), Naima Cartel Russell (Studentessa), Tyler Bertolone (Ostaggio), William Yelton (Ostaggio).
- Ascolti USA: telespettatori 381 000[8]

## L'appartenenza
- Titolo originale: We Shall Live Forever
- Diretto da: Greg Yaitanes
- Scritto da: Jonathan Tropper

### Trama
Dopo aver passato la notte con Lucas, Carrie gli dice che anche se Deva è sua figlia, lui non può averle, e che per il bene di tutti deve lasciare Banshee. Gordon, vedendo che la moglie non è tornata a casa, va su tutte le furie, e inizia a mettere a soqquadro la camera da letto per vedere cosa Carrie gli nasconde. Rebecca viene cacciata dai suoi genitori a causa dei suoi comportamenti disdicevoli, e quindi Kai la ospita nella sua villa. Il sicario che Rabbit aveva inviato a Banshee, Olek, cerca di rapire Carrie per portarla dal padre, ma lei e Lucas lo catturano ammanettandolo. Olek dice a Carrie che Rabbit, essendo suo padre, le vuole ancora bene, intanto Rebecca va a trovare Lucas, quest'ultimo la porta via e quindi Carrie rimane sola con Olek, che riesce a liberarsi, i due ingaggiano un combattimento molto violento. Dopo uno scontro all'ultimo sangue, Carrie uccide Olek, intanto Deva entra nella camera da letto dei genitori messa sottosopra da Gordon, anche lei capisce che c'è qualcosa che non va nella sua famiglia. Benjamin Langshadow muore a causa dei suoi gravi problemi di salute, Kai si arrabbia con Rebecca quando il suo assistente lo avverte di averla vista con Lucas, e anche se in un primo momento decide di cacciarla di casa, Rebecca lo convince a cambiare idea promettendogli di non rivedere più l'uomo.
- Guest star: Matthew Rauch (Clay Burton), Christos Vasilopoulos (Olek), Derek Cecil (Dean Xavier), Anthony Ruivivar (Alex Longshadow), Odette Annable (Nola Longshadow), Lavonne Rae Andrews (Signora Longshadow).
- Altri interpreti: Alpha Trivette (Israel Proctor), Steve Coulter (Elijah Bowman), Samantha Worthen (Miriam Bowman), Gunnar Carrigan (Solomon Bowman), Sidney Blackmer (Anziano Amish), Eric Brooks (Anziano Amish).
- Ascolti USA: telespettatori 476 000[9]

## Verità a galla
- Titolo originale: Always the Cowboy
- Diretto da: Miguel Sapochnik
- Scritto da: Jonathan Tropper e David Schickler (soggetto), Jonathan Tropper (sceneggiatura)

### Trama
Job e Sugar cercano di disfarsi del corpo di Olek, mentre Lucas porta Carrie in ospedale, dato che è gravemente ferita a causa dello scontro con Olek. Gordon arriva in ospedale e si arrabbia con Lucas, avendo capito che lui è coinvolto con i segreti che la moglie gli nasconde. Carrie si riprende, ma è presa dal panico e dunque decide di scappare da Banshee, pertanto esce dall'ospedale e va a prendere Max, ma è troppo tardi, Rabbit è già arrivato in città rapendo il nipotino. Rabbit ha dei problemi con il bambino, non sapendo che soffrisse d'asma. A casa, Carrie decide di prendere la situazione in mano, Gordon esige delle spiegazioni, ma Rabbit arriva a casa loro facendo la conoscenza di Deva. Rabbit si presenta a Gordon e Deva come il padre di Carrie, rivelandogli i suoi segreti come per esempio che il suo nome è Anastasia, e che Deva non è la figlia di Gordon, ma poi se ne va in quanto era venuto solo per prendere le apparecchiature mediche per Max, visto che vuole tenerlo ancora come ostaggio. Lucas chiede aiuto a Proctor per uccidere Rabbit, i due fanno a pugni visto che il criminale è arrabbiato con Lucas per la scappatella con Rebecca, ma finita la scazzotata i due vengono a un accordo perché se Proctor aiuta Lucas, quest'ultimo sarà in debito con lui. Lucas va al dipartimento e ad aspettarlo c'è proprio Rabbit.
- Guest star: Christos Vasilopoulos (Olek), Odette Annable (Nola Longshadow), Anthony Ruivivar (Alex Longshadow), Derek Cecil (Dean Xavier).
- Altri interpreti: Gabriel Suttle (Max Hopewell), Stevie Ray Dallimore (Gregor), Joseph Meissner (Mikhail), Jason Davis (Dottor Granger), Jeff Chase (Jeffrey), Alexis Raben (Signora Lymon), S. Scott Clackum (Agente Carlson), Ray Stoney (Agente McAvoy), Dave Blamy (Paramedico), Judith Townsend (Infermiera), Frankie Dillard (Infermiere), Elise Duquette (Infermiera).
- Ascolti USA: telespettatori 335 000[10]

## L'ultima carta
- Titolo originale: A Mixture of Madness
- Diretto da: Miguel Sapochnik
- Scritto da: Jonathan Tropper e David Schickler (soggetto), Jonathan Tropper (sceneggiatura)

### Trama
Gli uomini di Rabbit aggrediscono Lucas al dipartimento, ma Proctor gli salva la vita uccidendoli, l'agente Xavier è sempre più confuso su ciò che succede a Banshee e di conseguenza toglie temporaneamente il distintivo a Lucas, quindi l'agente Brock prende momentaneamente il suo posto. I Longshadow mandano un uomo a uccidere Proctor, ma il suo assistente, Clay Burton, lo uccide. Lucas si mette in contatto con Rabbit e raggiunge un accordo, lui si consegna al criminale, mentre quest'ultimo lascia andare Max. Lucas si consegna a Rabbit e Max torna dalla sua famiglia, ma Carrie vuole trovare Lucas, quindi Job rintraccia l'amico attraverso il segnale del cellulare. Carrie, Job e Sugar partono per salvarlo, ma l'agente Brock li incrocia per strada e insospettito li ferma capendo che hanno in mente qualcosa di pericoloso. Brock chiama Emmett e Siobhan e discutono sul da farsi, Carrie li informa che Lucas è in pericolo, Siobhan decide di aiutarli, Brock non è d'accordo ma Siobhan gli fa notare che al suo posto Lucas verrebbe in suo soccorso. Con una serie di flashback si vedono alcuni episodi del passato di Lucas in prigione, in quel periodo fece amicizia con una psichiatra, per poi scoprire che lavorava per Rabbit e gli dice che né lui e né Anastasia, possono scappare da Rabbit, perché lui li troverà in capo al mondo, Lucas in collera l'aggredisce per poi essere fermato dalle guardie. Rabbit tortura Lucas, ma alla fine Carrie, Job, Sugar, Emmett, Siobhan e Brock giungono in suo soccorso, uccidendo gli uomini di Rabbit, mentre Carrie spara al padre uccidendolo apparentemente. Per mandare un messaggio ai Longshadow, Proctor e Rebecca distruggono l'edificio del casinò che stavano costruendo, anche il sindaco muore nell'esplosione dato che si trovava nell'edificio. Lucas viene ricoverato nell'ospedale, mentre l'agente Xavier non riesce a trovare il corpo di Rabbit, facendo intuire che probabilmente sia riuscito a scappare. Gordon lascia la moglie e quindi se ne va via di casa portando via con sé Deva e Max. Purtroppo alcuni uomini, durante una battuta di caccia, trovano il cadavere del vero sceriffo Hood, che Lucas aveva seppellito nel primo episodio. 
- Guest star: Matthew Rauch (Clay Burton), Derek Cecil (Dean Xavier), Anthony Ruivivar (Alex Longshadow), Odette Annable (Nola Longshadow), Anastasia Griffith (Dottoressa Paradis), Harrison Thomas (Jason Hood).
- Altri interpreti: Gabriel Suttle (Max Hopewell), Stevie Ray Dallimore (Gregor), Joseph Meissner (Mikhail), Marcus Hester (Marcus Moody), Jesse James Locorriere (Dex Moody), Michael Tourek (Tom Moody), Jeff Chase (Jeffrey), Ray Stoney (Agente McAvoy), Adam Minarovich (Funzionario correzioni), Joey Box (Guardia), Vladimir Orlov (Guardia).
- Ascolti USA: telespettatori 455 000[10]